# Mahakala
Mahakala o Mahākāla, è un Dharmapala ("protettore del dharma") nel Buddhismo Vajrayāna. In Giappone assume il nome di 大黒天 (Daikokuten) ed appartiene alla quarta gerarchia di divinità. È la versione Buddhista di Shiva; il suo nome significa "il Grande Nero". È anche una divinita Induista (nel quale è la manifestazione di Shiva senza forma e oltre il tempo) e Sikh (nel quale è il governatore della Māyā).

## Nome
Mahākāla è un bahuvrihi sanscrito formato dalle parole of mahā ("grande") e kāla ("nero"), tradotte poi letteralmente in tibetano come Nagpo Chenpo, anche se solitamente i buddhisti tibetani utilizzano la parola Gonpo ("signore" o "protettore", traduzione della parola sanscrita Nāth) per riferirsi a questa divinità. Nel Buddhismo Theravada, spesso è indicato come Māra.

## Descrizione
Mahakala viene descritto in tutta una serie di impersonificazioni, ciascuna delle quali possiede un suo aspetto ed una propria personalità peculiari: questo perché egli viene ritenuto una emanazione di differenti esseri in differenti casi, come Avalokiteshvara (tibetano Chenrezig) o Chakrasamvara (tibetano Korlo Demchog). Il colore di Mahakala è solitamente il nero, poiché come tutti i colori vengono assorbiti dal nero, tutti i nomi e le forme si fondono in Mahakala, a testimoniare la sua natura assoluta (principio del Nirguna Brahman). Altro elemento costante nelle raffigurazioni della divinità è la corona di cinque teschi, metafora della trasfigurazione dei cinque klesha nei cinque Dhyani Buddha. Il principale elemento eterogeneo nelle raffigurazioni di Mahakala è il numero di braccia, ma altri caratteri variabili sono il numero di teste, la presenza o meno di genitali, il numero e la tipologia di oggetti nelle mani, etc.

### Mahakala a sei braccia

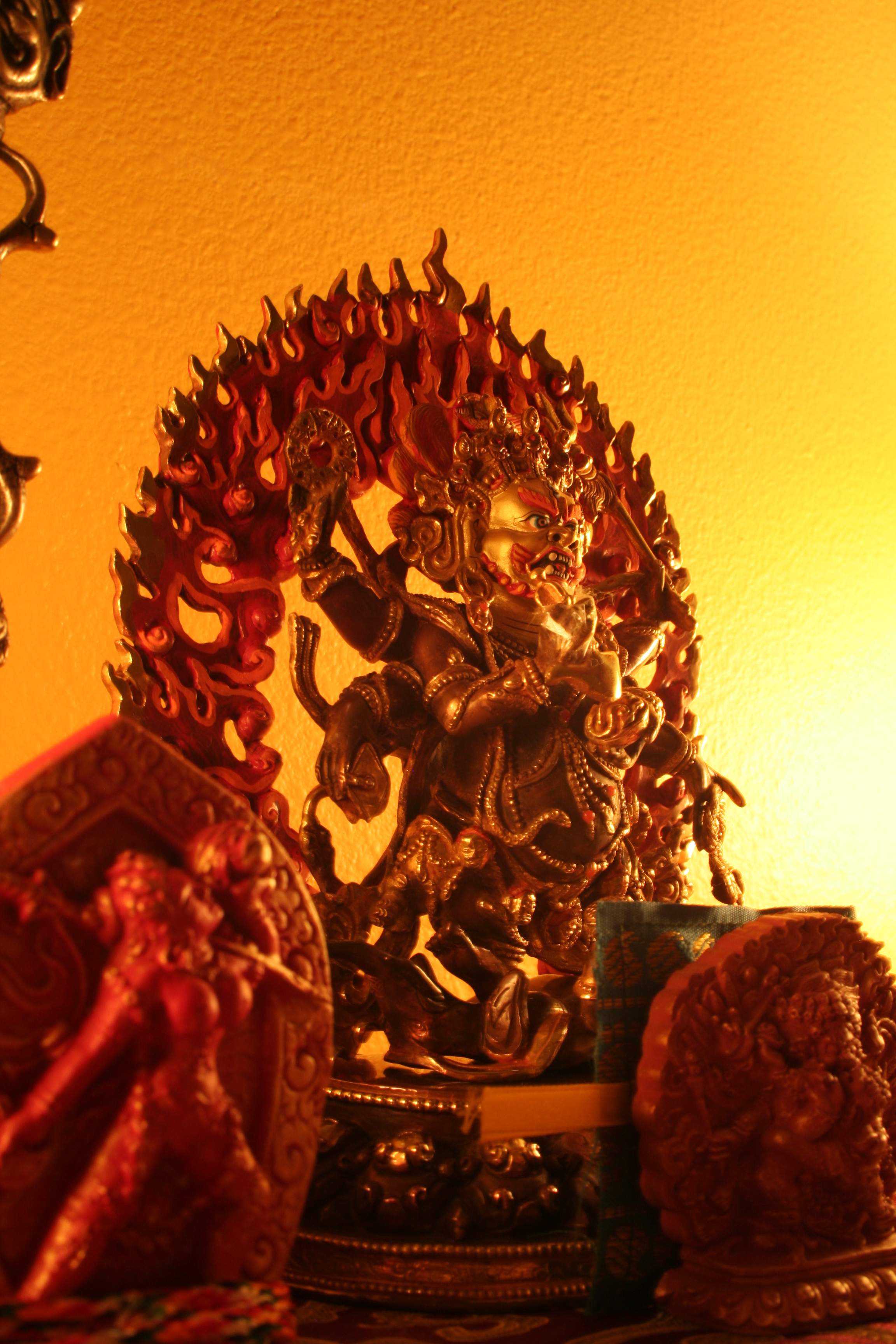
Un rupa di un Mahakala a sei braccia

La raffigurazione di Mahakala a sei braccia (Nyingshuk, Shad-bhuja Mahakala, mGon po phyag drug pa) è la preferita dell'ordine buddhista Gelug: in questa manifestazione Mahakala è un'emanazione di Avalokiteśvara, il bodhisattva della compassione. Mahakala a sei braccia è dotato dei seguenti attributi:
- le sei braccia, che stanno a simboleggiare il raggiungimento delle sei perfezioni: ciascuna mano stringe un particolare ornamento;
- cinque teschi attorno alla testa;

C'è anche un Mahakala a sei braccia bianco (Shad-bhuja Sita Mahakala, mGon po yid bzhin nor bu), piuttosto popolare in Mongolia in virtù del benessere economico dei praticanti delle discipline tantriche: questa versione differisce nel simbolismo, ad esempio la corona di teschi è adorna di gioielli piuttosto che delle spoglie dei nemici uccisi, od addirittura senza nessun teschio, ma con una corona.

### Mahakala a quattro braccia
Vi sono varie tipologie di Mahakala a quattro braccia (Chatur-bhuja Mahakala, mGon po phyag bzhi pa), tutte divinità protettrici delle scuole di buddhismo tibetane. Le quattro braccia simboleggiano ciascuna un karma positivo:
- pacificare i conflitti e risolvere i problemi;
- aumentare la saggezza e le qualità positive;
- portare le persone verso il dharma;
- dileguare la confusione, il dubbio e l'ignoranza.

### Mahakala a due braccia

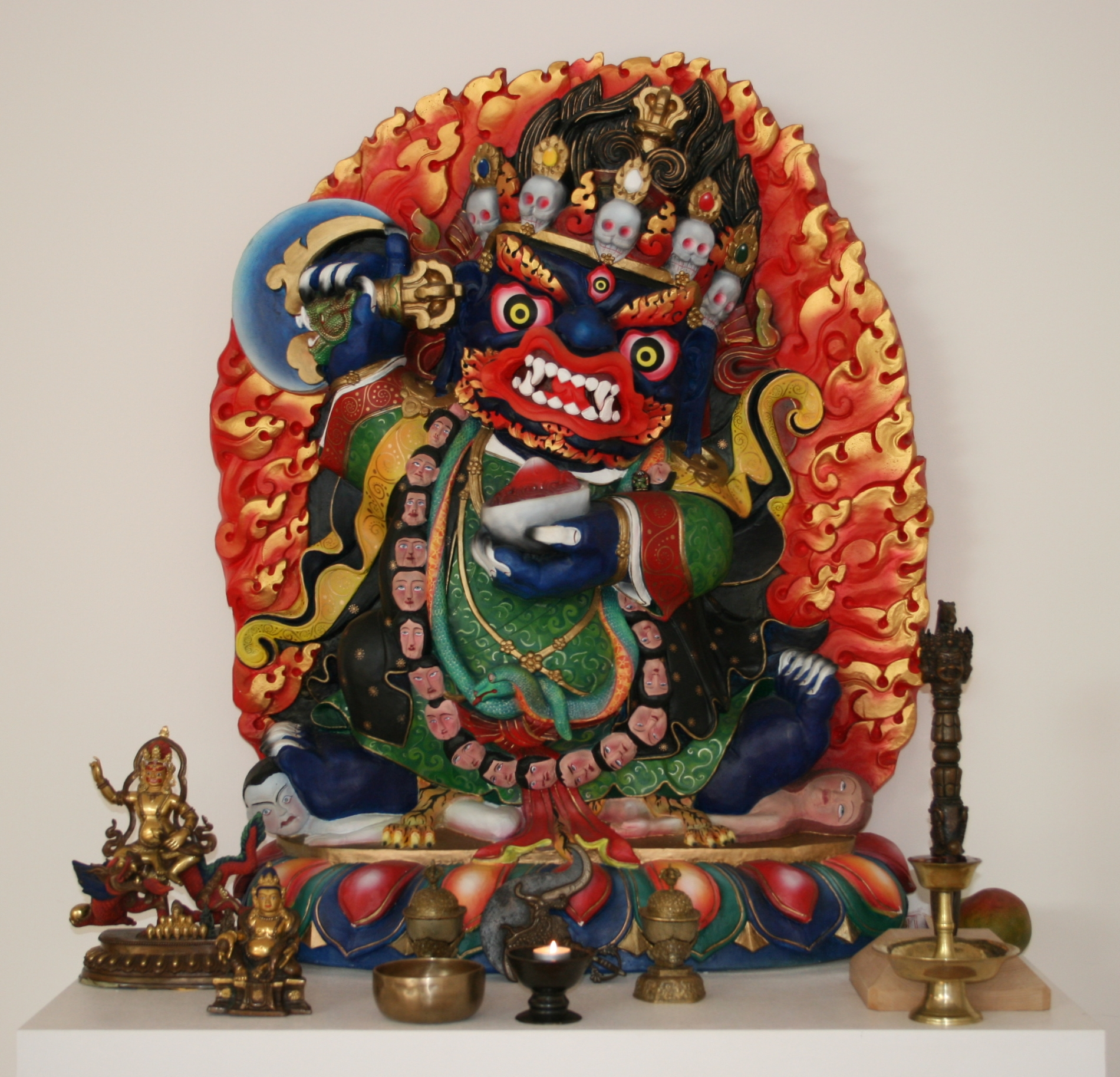
Mahakala Bernakchen

Il Mahakala a due braccia, detto Bernakchen ("mantello nero"), viene spesso raffigurato in compagnia della sua consorte Vetali e di Rāhula.